# Mercury-Redstone 2
Mercury-Redstone 2 (MR-2) byla suborbitální mise programu Mercury. Kosmická loď Mercury byla vynesena z Cape Canaveral Air Force Station 31. ledna 1961 raketou MRLV Redstone. Na palubě vezla jednoho pasažéra, šimpanze jménem Ham.

## Pozadí mise
Mise MR-2 byla prvním letem kombinace kosmické lodi Mercury a rakety Redstone s posádkou. Předchozí mise MR-1A byla bez posádky a při vzestupné fázi letu bylo dosaženo přílišného přetížení, MR-2 proto měla letět po plošší dráze a přetížení mělo být snesitelné. Pasažér, Ham byl vybrán ze skupiny šesti šimpanzů, kteří byli trénováni na simulátoru lodi Mercury. Před startem byli vybráni dva, samec Ham a záložní samice Minnie.

## Průběh mise

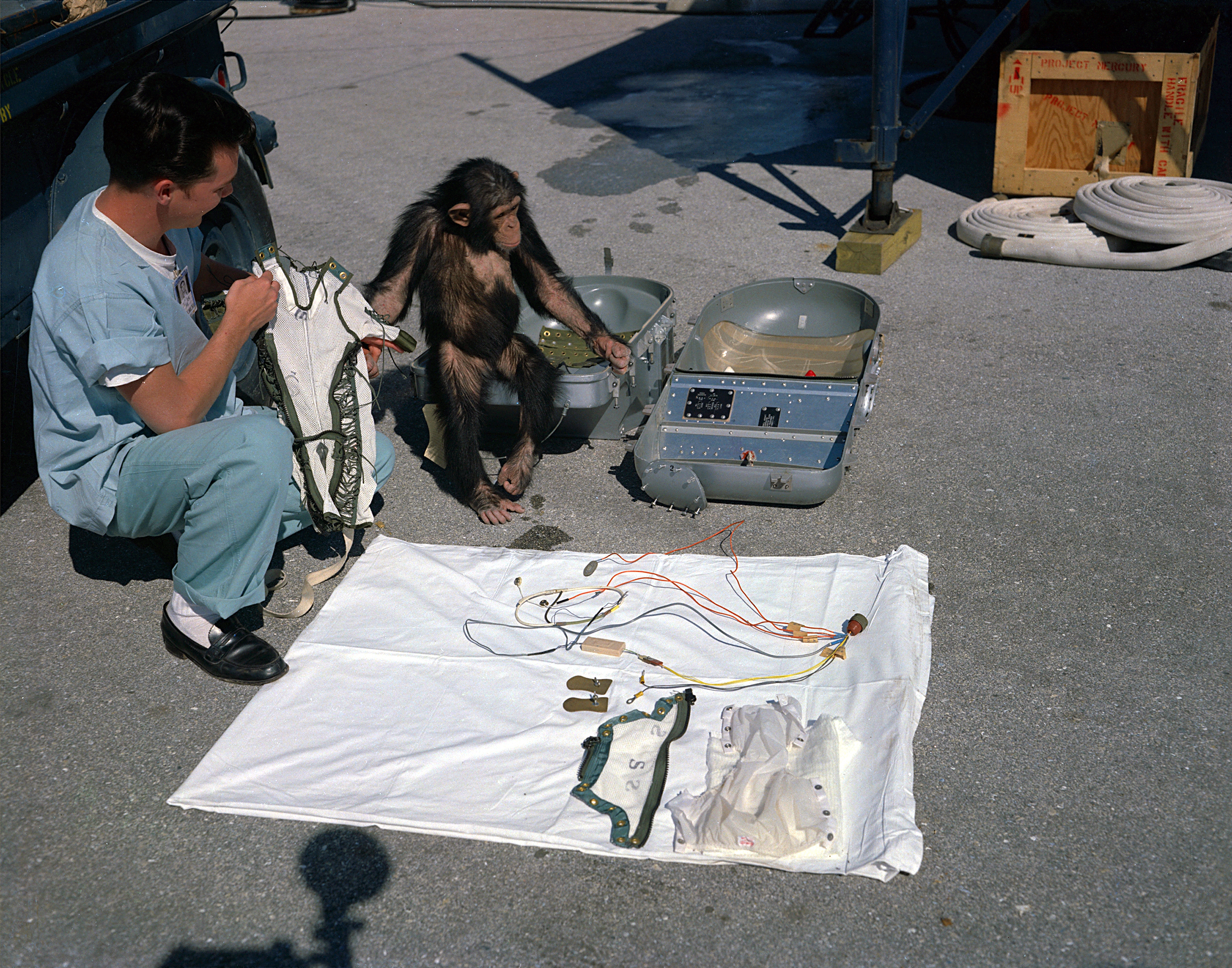
Šimpanz Ham

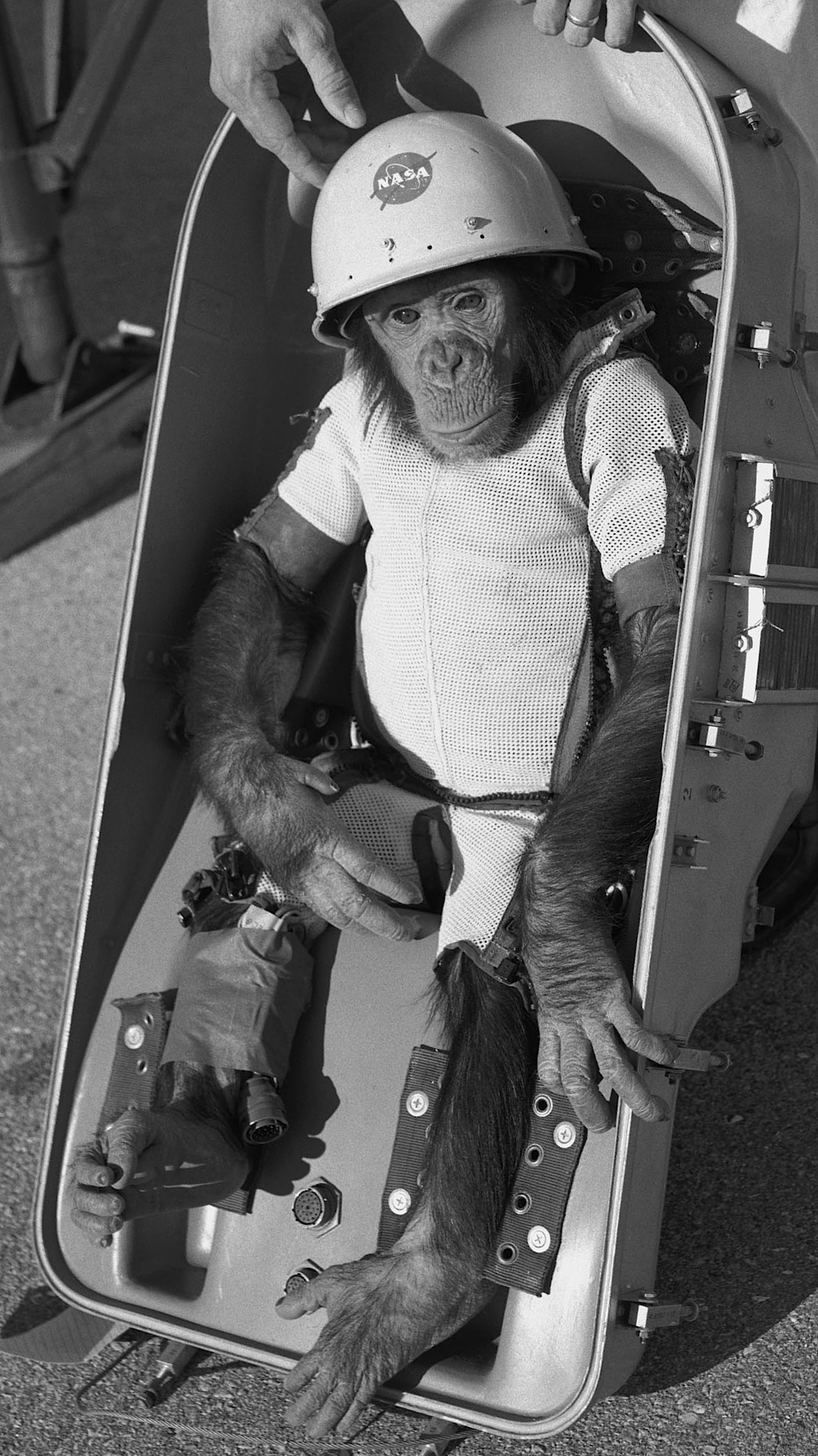
Šimpanz Ham

Mise odstartovala 31. ledna 1961 v 16:55 UTC z Cape Canaveral LC-5, kvůli drobným poruchám byl start zpožděn o téměř čtyři hodiny. Minutu po startu signalizoval palubní počítač o 1 stupeň strmější úhel stoupání, který se stále zvětšoval. Dvě minuty po startu počítač vypočítal, že přetížení dosáhne až 17 g. V čase 2 minuty a 17 sekund byl předčasně spotřebován kapalný kyslík, což vedlo ke změně tlaku ve spalovací komoře, to bylo rozpoznáno čidlem únikového systému a ten zahájil únikovou sekvenci. Následovalo oddělení kapsle, zážeh záchranných raket a vyslání signálu Mayday.
Další problém následoval o sekundu později, kdy došlo k náhlému poklesu tlaku kyslíku v kabině z 38 na 7 kPa. Problém byl později vysledován u ventilu na šnorchlu (zařízení pro vyrovnání tlaků a přívod vzduchu do kabiny při přistání kapsle), který se kvůli vibracím poškodil a pootevřel se. Ham byl naštěstí ve vlastním přetlakovém obleku (spíše pouzdru), jehož systém udržel stálý tlak a teplotu.
V důsledku selhání dosáhla kapsle mnohem většího apogea, 253 km, namísto plánovaných 185 km. Ham tak strávil ve stavu beztíže 6,6 minuty (plánováno 4,9). Předčasné odpálení únikového systému zapříčinilo masivní přetížení 14,7 g, daleko převyšující plánovanou hodnotu.
Kapsle přistála v 17:12 UTC ve vzdálenosti 679 km od místa startu. Po přistání začala kapsle nabírat vodu a potápět se, což bylo způsobeno poškozením při odhození tepelného štítu a také poškozeným šnorchlem. První signál z kapsle byl zachycen o 12 minut později, pak byla zahlédnuta hlídkovým letounem, který přivolal záchranný vrtulník. Kapsle byla vyzdvižena až v 18:52 UTC, při vyzdvižení v ní bylo téměř 360 kg mořské vody.

## Po misi
Šimpanz Ham přežil let bez úhony a zemřel v roce 1981, ve věku 26 let. Kvůli řadě selhání bylo rozhodnuto že kombinace Mercury-Redstone ještě není připravena pro let s lidskou posádkou. Mise Mercury-Redstone 3 byla odložena a byl přidán testovací let Mercury-Redstone BD pro odstranění nedostatků. Kapsle Mercury, sériové číslo #5, je vystavena v California Science Center, Los Angeles, Kalifornie.